# Distretto di Astore
Il distretto di Astore è un distretto della regione di Gilgit-Baltistan in Pakistan con capoluogo Idga.